# Большие церкви Англии

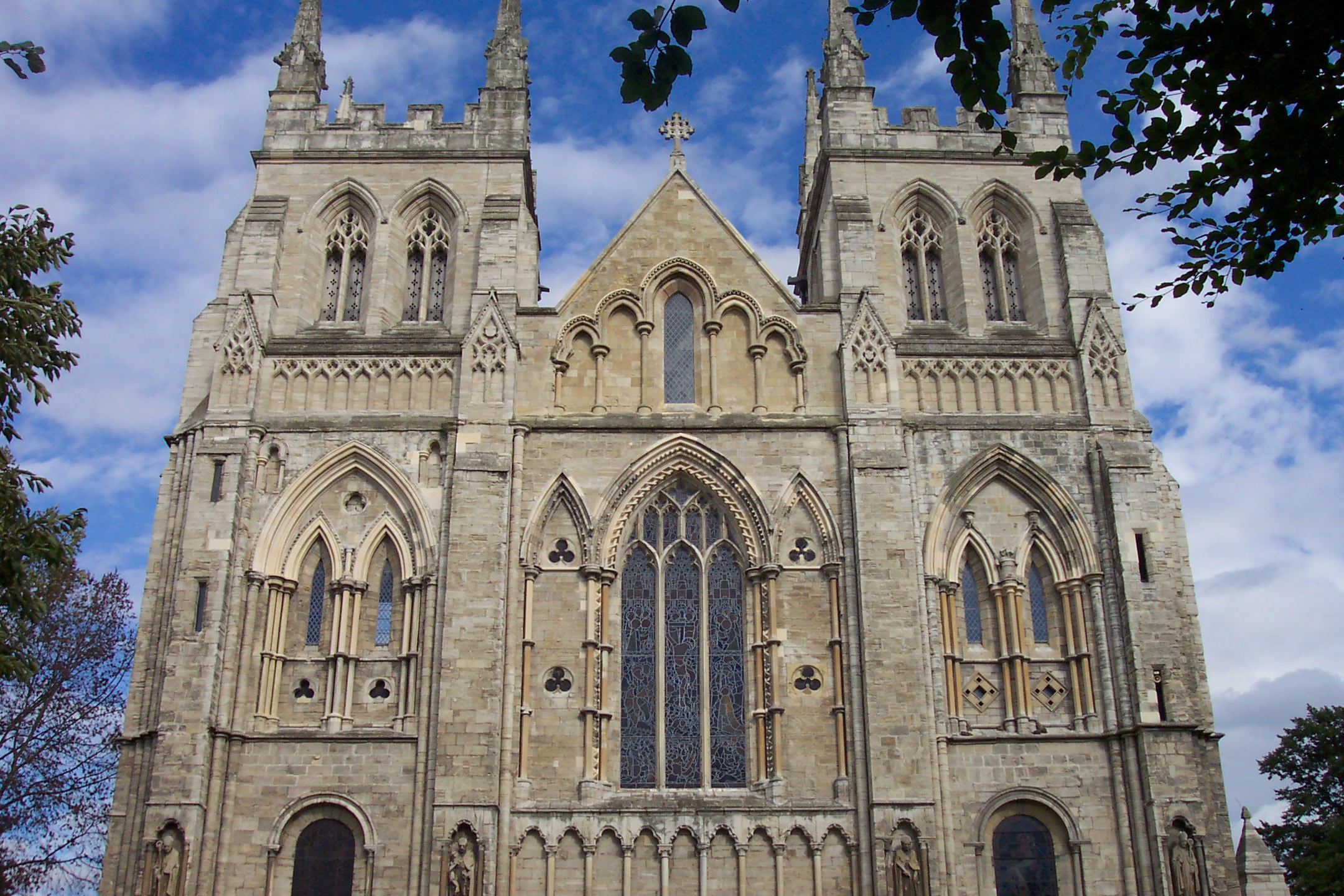
Фасад аббатства Селби

Сеть Больших церквей (англ. Major Churches Network) — основанная в 1991 году организация, состоящая из приходских англиканских церквей особого значения: крупных размеров (более 1000 м²), со статусом памятников архитектуры Англии I и II* класса (в исключительных случаях II класса), ежедневно открытые, выполняющие функции сверх обычных для приходской церкви и вносящие большой вклад в дух, культуру и экономику местного сообщества.
Часто в Большие церкви попадают бывшие монастыри или церкви особенно богатых приходов.
На декабрь 2021 года Церковь Англии признаёт Большими приходскими церквями 312 приходов, что даёт им право вступить в организацию.

## Основание
Под названием англ. Greater Churches Network, которое на русский язык может быть переведено так же, как и нынешнее, в 1991 году была основана организация взаимопомощи приходов для содержания и удовлетворения особых потребностей самых больших церковных зданий, зачастую величиной больше среднего кафедрального собора. Каждый два года происходили конференции участников по обмену опытом. Большие церкви были определены как «не соборы, но по размерам, исторической, архитектурной или богослужебной ценности приближающиеся к соборам», а также «выполняющие больше функций, чем обычная приходская церковь». К 2019 году в организации состояло 55 приходов.
В мае 2019 года было решено переименовать группу в англ. Major Churches Network и одобрить новый устав. Причиной этих перемен стало исследование под руководством Совета по церковным зданиям (официальный орган, ответственный за приходские церкви и капеллы Церкви Англии), комиссии Historic England и Национальной лотереи в пользу культурного наследия. В результате была создана должность ответственного за соборы и Большие церкви, а также определены около 300 зданий согласно упомянутым в преамбуле этой статьи критериям. Они имеют право присоединиться к Сети Больших церквей, но не обязаны этого делать.
Все эти церкви способны принять большое число посетителей, проводить специальные службы, предоставляют доступ для местных жителей и способны финансировать работы по сохранению и реставрации силами специалистов, потому что в большинстве своём являются памятниками архитектуры I класса.

## Внешние ссылки
- churchofengland.org/… (англ.) — официальный сайт Большие церкви Англии